# TANGS

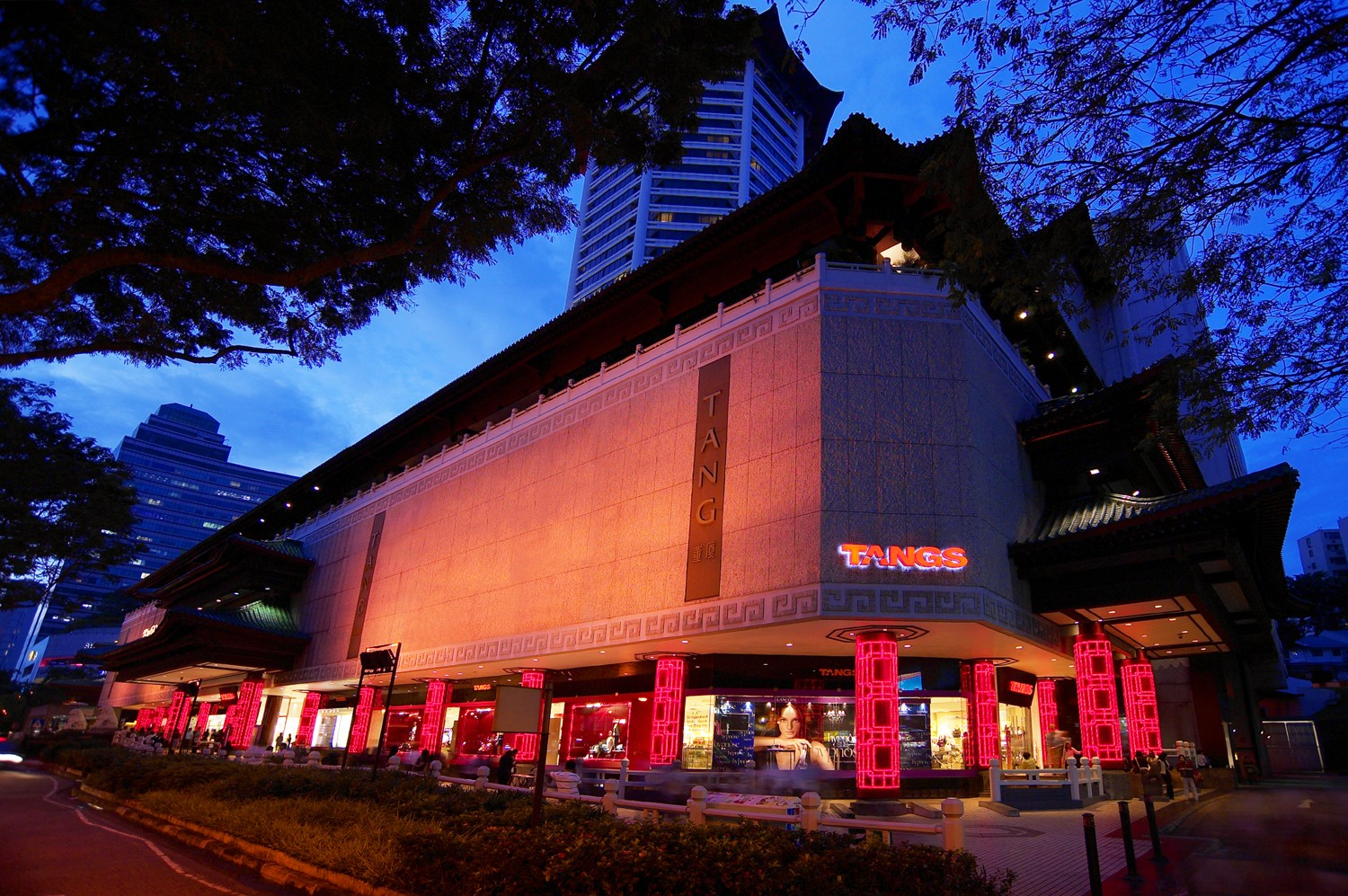
タングスオーチャード店。後ろの高層の建物はシンガポール・マリオット・タンプラザ・ホテル

タングス (Tangs) はシンガポールに本社を置き、シンガポール及びマレーシアに展開する百貨店である。

## 歴史
1932年にオープン。

## 店舗
オーチャード店
シンガポール有数の繁華街であるオーチャード地区にある。
MRTオーチャード駅そばにあり、地下1階から4階までを占めている。
ビボシティ店
シンガポール南部のセントーサ島対岸にあるショッピングセンタービボシティのテナントとして1階および2階に入居している。
マレーシア
クアラルンプール、マラッカ及びペナンに店舗がある。